# Draba magellanica
Draba magellanica är en korsblommig växtart som beskrevs av Jean-Baptiste de Lamarck. Draba magellanica ingår i släktet drabor, och familjen korsblommiga växter. Inga underarter finns listade i Catalogue of Life.

## Bildgalleri

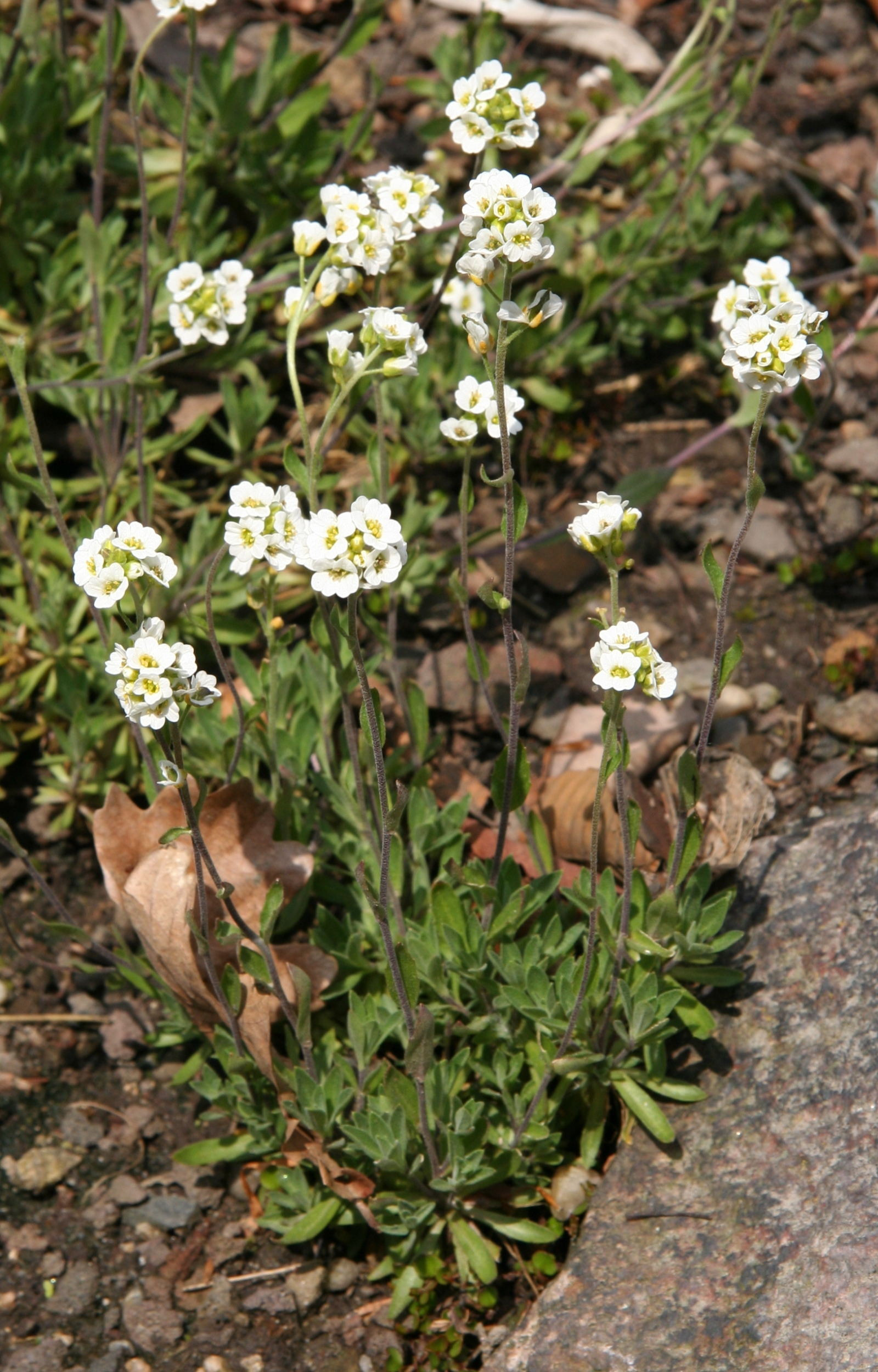
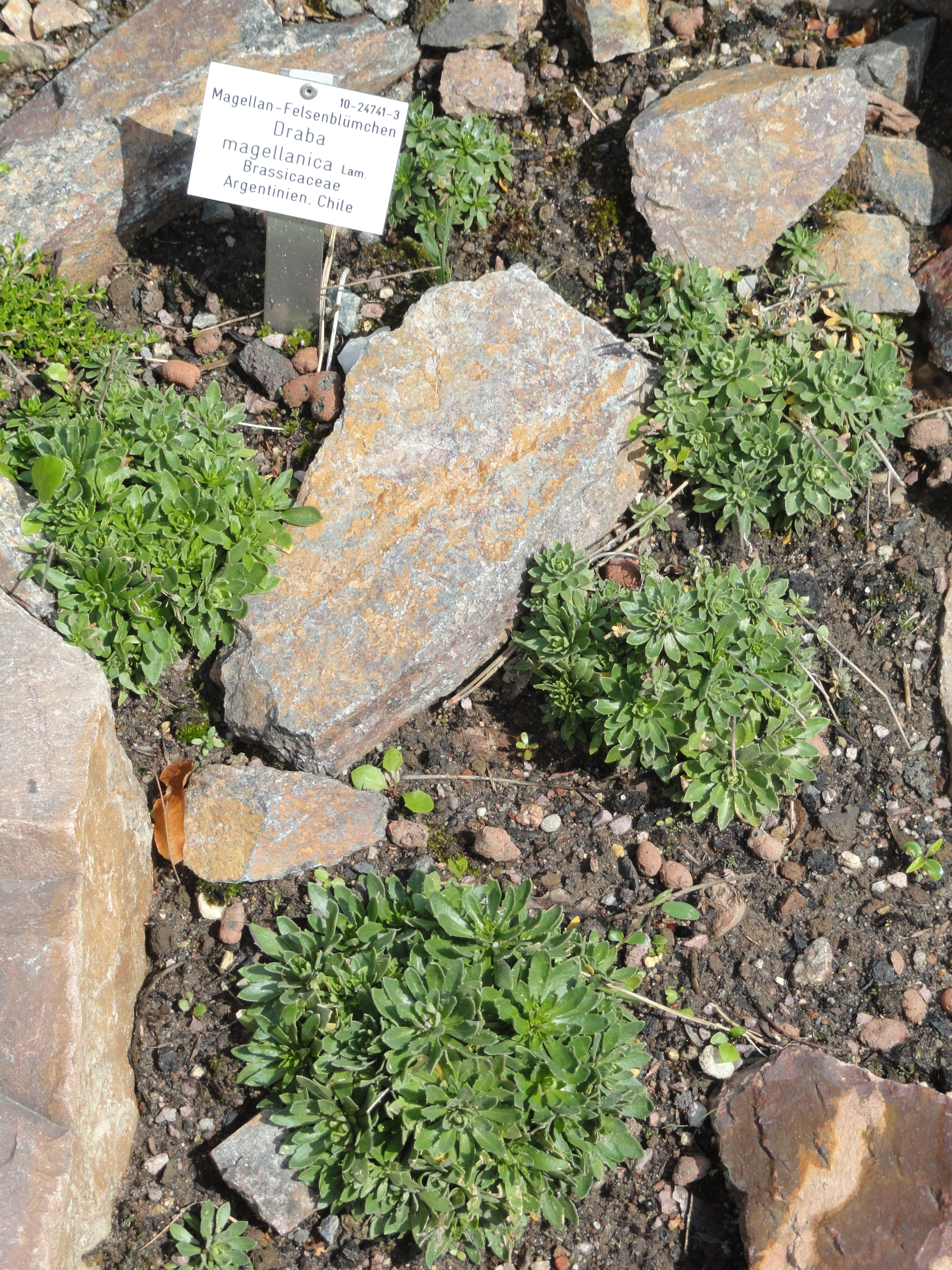